# Molophilus (Molophilus) prolatus
Molophilus (Molophilus) prolatus is een tweevleugelige uit de familie steltmuggen (Limoniidae). De soort komt voor in het Australaziatisch gebied.